# Adam Afriyie
Adam Afriyie (nascido em 4 de agosto de 1965) é um político do Partido Conservador britânico e membro do Parlamento por Windsor. Foi eleito pela primeira vez na eleição geral de 2005 e re-eleito na eleição de 2010. É o primeiro membro do parlamento mestiço eleito pelo Partido Conservador, apesar de ter dito em uma entrevista que ele se considera não como negro, mas "pós-racial".
Apelidado de "Tory Obama", tem sido apontado como alternativa para renovar a liderança de seu partido, o que poderia levá-lo a substituir o primeiro-ministro David Cameron.

## Infância e Juventude
Filho de uma mãe inglesa e um pai ganês, Afriyie nasceu em Wimbledon (Londres) e cresceu em um conjunto habitacional em Peckham, onde frequentou a Escola Primária local Oliver Goldsmith. Continuou seus estudos na Escola Addey and Stanhope e diplomou-se em economia agrícola no Wye College.
Afriyie tem sete meio-irmãos e um irmão. Sobre sua educação, afirmou: "Não conheci meu pai até que eu fosse muito mais velho e minha mãe, Gwen, nos criou sozinha. Ela era a minha rocha, o gel no centro da minha vida, apesar de suas relações tumultuosas com diferentes homens terem representado mudanças contínuas nos limites de nossa família ".

## Carreira Empresarial
Afriyie é presidente da Connect Support Services, uma empresa de suporte de TI. Afriyie possuía dois terços da DeHavilland, uma companhia de notícias e serviços de informação que foi vendida para os editores Emap em 2005 por 18 milhões de libras esterlinas.  Também foi finalista regional do Prêmio Empreendedor do Ano de 2003 da Ernst and Young. Foi um diretor do Museu de Londres, administrador do Museu de Docklands e diretor da Policy Exchange, uma usina de ideias de centro-direita.
Afriyie é um proprietário da Adfero, uma empresa de otimização para motores de busca que produz milhares de artigos curtos para clientes corporativos que necessitam de conteúdo da web que apresenta palavras-chave populares em uma tentativa de aparecer no topo do ranking de buscas do Google.  A empresa também é conhecido como Content Plus, NewsReach, DirectNews, Media Axon, e Media Axxon.  A Adfero faturou 9,4 milhões de libras em 2011 e obteve um lucro antes de impostos de 1,3 milhões de libras. Afriyie é o maior acionista da empresa e que ele e os demais diretores dividiram dividendos de 2,2 milhões de libras em 2010 e 2011 e os diretores receberam em conjunto 3,6 milhões de libras nos últimos cinco anos.
A empresa entrou em liquidação em 2019, devendo impostos ao HMRC no valor de £492.000. A Axonn foi vendida por £39.000, tendo o seu volume de negócios anual caído mais de £7 milhões desde 2013.
Afriyie tornou-se presidente do conselho da Elite Growth, uma empresa de cannabis medicinal, em 2021.

## Membro do Parlamento
Um membro do Partido Conservador desde 1990, em 1999 Afriye trabalhou para Jeffrey Archer em sua fracassada campanha para ser o primeiro prefeito de Londres eleito diretamente.
Afriyie foi selecionado como candidato ao parlamento para o tradicionalmente conservador distrito eleitoral de Windsor em outubro de 2003. Foi eleito na eleição de 2005 com 49,5% dos votos. Na eleição de 2010, Afriyie foi reeleito com um percentual  de 60,8% dos votos. Fez seu primeiro discurso em 20 de maio de 2005.